# Mexico International 1968
Die Mexico International 1968 im Badminton fanden vom 28. November bis zum 1. Dezember 1968 in Mexiko-Stadt statt. Es waren Sportler aus Thailand, Peru, Kanada, den USA, Jugoslawien und Mexiko am Start.
Im Herreneinzel unterlagen Antonio Rangel gegen Channarong Ratanaseangsuang (9-15, 4-15) und Roy Díaz González gegen Jamie Paulson (7-15, 3-15) im Halbfinale. Im Halbfinale des Doppels verloren die Rangel-Brüder gegen Channarong Ratanaseangsuang und Jamie Paulson (3-15, 7-15) sowie Stan Hales und Larry Saben gegen Jorge Palazuelos und Francisco Sañudo (15-4, 14-17, 5-15).

## Finalresultate
| Disziplin    | Sieger                                     | Finalist                          | Ergebnis    |
| ------------ | ------------------------------------------ | --------------------------------- | ----------- |
| Herreneinzel | Channarong Ratanaseangsuang                | Jamie Paulson                     | 18–15, 15–4 |
| Dameneinzel  | Carolina Allier                            | Lucero Peniche                    | 11–3, 11–2  |
| Herrendoppel | Channarong Ratanaseangsuang Jamie Paulson  | Jorge Palazuelos Francisco Sañudo | 15–5, 15–3  |
| Damendoppel  | Carolina Allier Lucero Peniche             | Carlene Starkey Gloria Page       | 15–4, 15–4  |
| Mixed        | Channarong Ratanaseangsuang Lucero Peniche | Stan Hales Josefina de Tinoco     | 15–3, 15–5  |